# Чудесный улов (картина Вица)
«Чудесный улов», или «Чудесный улов рыбы» (нем. Der wunderbare Fischzug; фр. La Pêche miraculeuse), — картина немецко-швейцарского живописца Конрада Вица, созданная в 1444 году для алтаря собора Святого Петра в Женеве и являвшаяся изначально частью триптиха. Серьёзно пострадав в ходе иконоборческих волнений периода Реформации, впоследствии неоднократно реставрировалась. В конце XIX — начале XX века, после того как женевский алтарь был достоверно атрибутирован Конраду Вицу, картина приобрела особое значение для национального искусства Швейцарии. С 1910 года она находится в собрании Женевского музея искусства и истории.
Принято считать, что в «Чудесном улове» отражены два новозаветных эпизода: явление Христа ученикам на Тивериадском озере (описанное в Евангелиях от Иоанна и от Луки) и хождение по водам, упоминаемое у Матфея. Примечательно то, что фоном для них служит легко узнаваемый пейзаж конкретной местности: Женевского озера, Савойи, Предальп. Исследователи предполагают, что столь необычный для живописи XV века приём во многом продиктован внешними, историко-политическими причинами и что на создание картины повлияли такие события, как Базельский собор и избрание савойского герцога Амадея VIII антипапой Феликсом V. Несмотря на то, что «первым реалистичным пейзажем в европейской живописи» (как его часто называют) «Чудесный улов» можно считать лишь с оговорками, он интересен как сложное, многоплановое и во многом новаторское произведение.

## История

### Создание
Конрад Виц, один из основоположников искусства Северного Возрождения, родился между 1400 и 1410 годами. Местом его рождения принято считать Ротвайль (ныне земля Баден-Вюртемберг, Германия), однако современные исследователи подчёркивают отсутствие достоверных тому подтверждений и предполагают, что родным городом Вица мог также быть Констанц. О происхождении, образовании и последующей жизни художника известно немного. С 1431 года он жил в Базеле, став в 1434 году членом базельской гильдии живописцев; впоследствии работал также в Констанце и Женеве. Виц, в чьём творчестве заметно влияние нидерландских живописцев, — один из наиболее радикальных новаторов в искусстве Северной Европы, в полной мере воплотивший тенденции своего времени и приблизивший немецкую живопись к идеалам Возрождения. Он много экспериментировал с перспективой и светотенью, достигая почти иллюзорной объёмности и осязаемости фигур, передавая глубину пространства и игру света на различных текстурах; его творчеству свойственны одновременно пристальное внимание к деталям и стремление создать целостную картину мироздания.
Между 1440 и 1443 годом кардинал Франсуа де Мец, епископ Женевы, заказал Конраду Вицу алтарь для женевского Собора Святого Петра. Скорее всего, Франсуа де Мец, живший в то время в Базеле, видел перед тем другое творение Вица — алтарь «Зерцало искупления» в базельской церкви Святого Леонарда. Вероятно, мастерство художника произвело на него благоприятное впечатление, после чего он и пригласил Вица в Женеву.
Изначально женевская композиция представляла собой триптих, от которого до наших дней дошли две двусторонние створки. На внешней стороне левой створки находится «Чудесный улов», на внутренней (оборотной) — «Поклонение волхвов»; на правой створке с внешней стороны изображено «Освобождение Святого Петра из темницы», с внутренней — «Франсуа де Мец, поклоняющийся Пресвятой Деве и Младенцу Христу». Таким образом, при открытом алтаре (в дни церковных праздников) были видны «Поклонение волхвов» слева и «Поклонение Франсуа де Меца» справа, образующие колористическую и тематическую пару; при закрытом (в дни постов и Страстной недели) — «Чудесный улов» слева и «Освобождение Петра» справа, выполненные в более сдержанных тонах без золотого фона и объединённые общей тематикой прославления Святого Петра. Утраченная центральная часть представляла собой, вероятно, скульптурную композицию; возможно, с деревянными полихромными скульптурами. Дата завершения работы — 1444 год — следует из надписи, сделанной художником на нижней раме «Чудесного улова»: «Hoc opus pinxit magister conradus sapientis de basilea MCCCCXLIIII» («Сию картину написал мастер Конрадус Сапиентис из Базеля в 1444»).
Первоначальное расположение створок известно благодаря сохранившимся на деревянных рамах меткам для крепления петель. Что касается местонахождения самого алтаря, возможны два варианта. Собор в то время был посвящён веригам апостола Петра; с этой темой соотносится одно из алтарных панно («Освобождение Святого Петра»), поэтому вероятно, что созданный Конрадом Вицем триптих предназначался для одного из главных алтарей храма. Вместе с тем присутствие на другом панно Франсуа де Меца, умершего 7 марта 1444 года, позволяло предположить, что соответствующий алтарный образ был создан в его память — тогда алтарь должен был находиться в капелле Маккавеев, где и был похоронен кардинал. В 1907 году один из исследователей, Конрад Мандах, заметил, что ширина алтаря (6,2 м) превышает ширину капеллы (6,05 м). Вероятно, это следует считать решающим аргументом в пользу того, что он находился в хоре собора; именно этой версии придерживаются в настоящее время большинство исследователей.
Створки алтаря

### Повреждение иконоборцами
В период Реформации Швейцарию захлестнуло кальвинистское иконоборческое движение. Кальвин и его последователи рассматривали почитание любых материальных объектов как идолопоклонство и стремились очистить католические храмы от всех предметов традиционного религиозного культа, включая распятия, реликвии, алтарные картины, статуи святых и т. п.
В Женеве движение иконоборцев и сопутствующие беспорядки достигли своего пика летом 1535 года. С 10 августа в женевском соборе прекратили служить мессы; представители духовенства начали покидать город. Этим событиям предшествовал погром, который иконоборцы устроили в соборе 8 августа 1535 года. Они целенаправленно уничтожали предметы искусства, в ходе чего пострадал и алтарь Вица: по картинам наносили многочисленные удары острым предметом, оставившие сотни царапин; лица святых соскабливали лезвием. В наибольшей степени пострадала голова Христа на картине «Чудесный улов»: от неё практически ничего не осталось. Вероятно, центральная часть и пределла были уничтожены полностью. Обе створки, однако же, уцелели: по всей видимости, впоследствии они были помещены на хранение в городскую ратушу, а затем — в здание арсенала.

### Повторное открытие. Реставрация
Следующее упоминание об алтаре относится к 1689 году. Англичанин Уильям Бромли (1663—1732), посетив Женеву, писал затем в своих путевых заметках о двух бывших алтарных панно, выставленных в Арсенале «ради их нелепости» (for the absurdity of them). Бромли никак не упоминает о многочисленных повреждениях картин; не говорится о них и в более поздних документах (в частности, относящихся к 1732 году). На основании этого современные исследователи высказывают предположение, что первая поверхностная реставрация картин имела место раньше, чем традиционно считалось.
В 1732 году обе створки алтаря были перенесены в Библиотеку Академии. Возможно, причиной внимания к ним стало то, что изображение коленопреклонённого епископа на одной из картин в то время сочли портретом кардинала Жана де Броньи (предшественника Франсуа де Меца, приходившегося ему дядей). Что касается «Чудесного улова», то он, предположительно, был сохранён ради запечатлённого на нём пейзажа окрестностей Женевы . В 1835 году, в честь трёхсотлетия Реформации, состоялась первая из документально подтверждённых реставраций алтаря, которую осуществила реставратор Жюли Бурде (Julie Bourdet). Однако она совершенно не ставила перед собой задачу воссоздать оригинальную живопись, опираясь на сохранившиеся фрагменты; в сущности, Бурде просто заново написала лица всех персонажей. При этом не были приняты во внимание даже основополагающие характеристики оригинала: так, «к телам, освещённым справа, она приставила головы, освещённые слева».
В 1843 году алтарь Вица был передан женевскому музею Рат. В 1845 году историку искусства Жану-Даниэлю Блавиньяку впервые удалось частично прочесть надпись на раме «Чудесного улова» (начало которой было почти полностью стёрто), включая указанную в ней дату. В 1873 (по другим источникам — в 1874) году алтарь попал в Археологический музей (Musée archéologique de Genève), где стал объектом более пристального внимания. Так, начиная с 1895 года хранитель музея Фоля (Musée Fol) Жак Майор (Jacques Mayor) и сотрудник Базельского художественного музея Даниэль Буркхардт продолжили изучение алтаря и соотнесли имя автора с базельским живописцем Конрадом Вицем, которого немедленно окрестили «отцом швейцарской живописи».
В 1910 году алтарь стал частью собрания Женевского музея искусства и истории (открывшегося в том же году). В сборнике отчётов музея за 1911 год подробно описывается его плачевное состояние на тот момент; в частности, о реставрации, выполненной Жюли Бурде, говорится, что она нанесла больший ущерб, чем вандализм гугенотов. В 1915—1917 годах состоялась повторная реставрация алтаря. Осуществлявший её Фредерик Бенц из Базельского художественного музея (ранее реставрировавший алтарь «Зерцало искупления» и досконально знакомый с особенностями живописной техники Вица) тщательно документировал, в том числе с помощью фотографий, все этапы своей работы. Его целью было вернуть алтарю первоначальный облик, удалив следы последующих записей; при воссоздании лиц он ориентировался на другие работы, атрибутируемые Конраду Вицу. Несмотря на отдельные критические высказывания, большинство исследователей отдаёт должное Бенцу и его стремлению максимально сохранить аутентичность оригинального замысла. Кроме того, после выполненной им реставрации алтарь, занявший почётное место в музее, окончательно утвердился в своём статусе «отправной точки» генезиса швейцарского национального искусства.
Состояние панно, тем не менее, постепенно ухудшалось: в деревянной основе появились трещины, начал разрушаться красочный слой и окисляться лак. Возникла необходимость в новой реставрации, которая, после долгого подготовительного этапа, была осуществлена в 2011—2012 годах Женевским музеем искусства и истории в сотрудничестве с Женевским университетом. Параллельно велось комплексное исследование алтаря реставраторами, химиками и историками искусства, что в итоге позволило не только устранить повреждения и обеспечить последующую сохранность произведения искусства, но и, сняв позднейшие наслоения, восстановить первоначальные цвета и часть имевшейся на внутренней стороне створок позолоты. В ноябре 2013 — феврале 2014 года в Музее искусства и истории состоялась выставка, посвящённая алтарю; в 2013 году в женевском издательстве Slatkine вышла книга «Konrad Witz. Le maître-autel de la Cathédrale de Genève : histoire, conservation et restauration», в которой рассказывается история алтаря на протяжении веков, даётся иконографический анализ каждого из алтарных панно и рассказывается об открытиях, сделанных во время реставрации 2011—2012 годов.

## Сюжет и композиция

### Христос и апостолы
Сюжет картины отсылает к эпизодам Евангелия, связанным с ловлей рыбы апостолами и явлением им Христа (подробнее см. в разделе «Новозаветная тематика» ). На первом плане находится величественная фигура Христа в ярко-красном одеянии с тщательно выписанными складками: стоя в профиль на мелководье, он указывает на тянущего к нему руки Святого Петра. Несмотря на то, что Виц в целом следует законам перспективы, фигура Христа, в соответствии с канонами религиозного искусства, заметно превосходит по своим размерам фигуры остальных персонажей.
Поодаль, в лодке, видны фигуры апостолов: двое гребут, четверо тянут из воды невод с пойманной рыбой. Конрад Виц изобразил их не величественными персонажами Священной истории, а простыми, грубоватыми рыбаками. Лишена величия и фигура Петра, беспомощно барахтающегося в воде. Примечательно, что святой Пётр присутствует на картине дважды: находящимся в лодке и плывущим навстречу Христу. Судя по расположению теней, дело происходит около половины третьего или трёх часов дня; тёплый золотистый свет, окутывающий пейзаж, и зеленоватая гладь озера создают впечатление покоя и безмятежности. Однако развевающийся плащ стоящего на носу лодки апостола говорит о том, что лодка противостоит сильному встречному ветру, и находящиеся в ней люди, по-видимому, охвачены волнением, которому противопоставляются «неколебимое спокойствие и уверенность Христа». А. Н. Бенуа, отмечая, что «главную прелесть» женевской картины составляет «спокойная красота воды», писал, что одновременно с этим «чувствуется глубина, опасность в неё погрузиться … и вследствие этого тем более чудесным кажется шествование Бога в образе человеческом по зыбкой зеркальной поверхности».
Непосредственным фоном для изображения Христа и апостолов у Конрада Вица становится не условное метафизическое пространство, как то было свойственно искусству Средневековья, но абсолютно «земной», полный реалистичных деталей уголок природы. Если интернациональная готика с её золотыми фонами намеренно пренебрегает реальностью ради трансцендентного, то Виц, напротив, актуализирует евангельские события, представляя их как явное «здесь и сейчас». Он точно и тщательно воспроизводит разнообразные подробности и оптические эффекты: прибрежные растения, круги на воде, просвечивающее дно на переднем плане, отражения фигур апостолов, преломление толщей воды фигуры Святого Петра и камней на дне озера. По всей видимости, «с натуры» списана и лодка-плоскодонка, в которой находятся апостолы, а также сеть для рыбной ловли: исследователи предполагают, что именно такие использовались женевскими рыбаками — современниками художника. Что касается пойманных рыб, их видовую принадлежность определить затруднительно; узнаваемы лишь щука (слева) и форель (справа) — последними Женевское озеро особенно славилось в средние века.

### «Топографический» пейзаж
Как известно, местом действия евангельской легенды было Тивериадское озеро в Галилее. Однако вместо традиционно-условного представления библейских реалий Конрад Виц поместил Христа и апостолов в совершенно реальный, узнаваемый, топографически точный пейзаж Женевского озера и его окрестностей, что было для того времени большим новшеством. Ещё в 1911 году Конрад Мандах отмечал, что не составляет труда определить точное место, откуда открывается запечатлённый художником вид. Это правый берег западной оконечности Женевского озера (так называемого Малого озера, Petit Lac); сейчас здесь расположена набережная Монблан в квартале Паки.
Современным исследователям удалось идентифицировать бо́льшую часть элементов изображённого Вицем пейзажа. На переднем плане, под водой, видны остатки бывшего карьера, где в 1430—1440-х годах добывали глину. Справа — устье Роны и небольшой островок, на котором во времена Вица возвышалась башня (так называемая «Малая», petite tour), защищавшая со стороны озера подступы к замку Шато де л’Иль; массивный каменный обломок перед ней — фрагмент старинных укреплений. Несколько поодаль расположены дома на сваях, типичные для XV века (болотистая почва в этом месте делала подобное архитектурное решение необходимостью). Позади лодки видна линия деревянных (дубовых) колышков, выступающих из воды: они обеспечивали дополнительную безопасность городского поселения, преграждая путь вражеским лодкам. За линией колышков, над носом лодки, из воды торчат камни — это знаменитые камни Нептуна, валуны, оставленные Ронским ледником и служащие ныне точкой отсчёта высоты всех мест в Швейцарии. Неподалёку от них находится современный фонтан Же-До.
На противоположном берегу озера — широкий панорамный ландшафт с лугами и возделанными полями, на которых выделяются отдельно стоящие деревья и тёмные линии живых изгородей, обозначающих частные владения. У кромки воды прачки стирают и сушат бельё; вдали видны пастухи и пасущиеся стада, а также молодые люди, упражняющиеся на лугу в стрельбе из лука. На полуострове возвышается башня, которую Луи Блондель идентифицировал как «башню Асинари» (tour Asinari), названную так по имени владельца — Бартелеми Асинари (Barthélemy Asinari). Урсула Леманн (Ursula Lehmann) соотносит это строение с башней, расположенной на территории современной коммуны Эрманс, однако делает оговорку, что аналогия маловероятна, поскольку башня Эрманс круглая, а изображённая Вицем — прямоугольная. В правой верхней части картины, за Малой башней, виден фрагмент ещё одного полуразрушенного строения: возможно, это руины Приората Сен-Виктор или, что более вероятно, церкви бывшего предместья Тампль. В левой части изображена направляющаяся к воротам города кавалькада, во главе которой — всадник, держащий знамя с гербом Савойского дома: белым крестом на красном фоне. В настоящее время в этой местности находится женевский парк Ла-Гранж; в ходе раскопок, неоднократно проводившихся в нём в XX—XXI веках, были обнаружены фрагменты античной дороги и строений, изображённых на картине Вица, — руин римской виллы I—IV веков н. э., крепостной стены и ворот.
Наконец, горы на заднем плане — это массив Вуарон (слева), вершина Ле-Моль на фоне снегов Монблана (в центре) и «Малый» Салев (справа). На склонах Салева заметны следы добычи известняка. Поскольку в Предальпах ещё не сошёл снег, Ле-Моль окутан дымкой, луга ярко зеленеют, а Рона разлилась настолько широко, что затопила карьер, вероятней всего, что Виц запечатлел окрестный пейзаж весной, в мае или июне. Марианна Баррюкан (Marianne Barrucand) отмечает, что ради общей композиции Виц допустил небольшие условности: визуально сблизил горные массивы, изобразил склоны Ле-Моль несколько более крутыми, чем в действительности. Урсула Леманн также высказывает мнение, что пейзаж, несмотря на несомненную реалистичность и узнаваемость, имеет вместе с тем черты условности и стилизации, сближающие его, в частности, с типизированными фоновыми пейзажами, которые встречаются в итальянской живописи с середины XIV века.

## Интерпретация

### Новозаветная тематика
- Евангелие от Луки — Лк. 5:4—11
- Евангелие от Иоанна — Ин. 21:4—8
- Евангелие от Матфея — Мф. 14:22—33

Во всех исследованиях, посвящённых «Чудесному улову», отмечается, что в трактовке Вица сюжет является отсылкой одновременно к нескольким эпизодам Нового Завета (обычно упоминаются два, но некоторые исследователи насчитывают до четырёх и даже шести). Первый, непосредственно связанный с темой рыбной ловли, излагается в Евангелии от Иоанна (Ин. 21:4—8) и в Евангелии от Луки (Лк. 5:4—11). Оба евангелиста сходятся в том, что ученики Иисуса всю ночь ловили рыбу, но ничего не поймали; когда же, по Его слову, они вновь наполнили сеть, то поймали великое множество рыбы. Далее, по Иоанну, апостол Пётр «опоясался одеждою», так как был наг, и бросился в море навстречу Господу; по Луке — Христос был в одной лодке с Петром, и тот попросил Господа выйти от него, ибо он «человек грешный», на что Иисус ответил: «не бойся; отныне будешь ловить человеков». Второй эпизод присутствует у Матфея (Мф. 14:22—33): в нём говорится о том, как ученики Христа, будучи в лодке на середине озера в бурную погоду, вдруг увидели Его, идущего к ним по воде. Апостол Пётр обратился к Христу с просьбой повелеть ему также идти по воде; но, сделав несколько шагов, испугался и начал тонуть. Христос поддержал его, упрекнув в маловерии.
Очевидно, что у Вица оба эпизода представлены единовременно, чем и объясняется то, что Святой Пётр на картине присутствует дважды (этот приём — одновременное изображение нескольких сцен с участием одного персонажа — наследие более архаичного средневекового искусства). Все остальные детали также нельзя однозначно соотнести ни с одним из эпизодов; скорее, в картине присутствуют отсылки к каждому из них. Так, у Иоанна упоминается одна лодка, в которой находятся семеро апостолов; у Матфея — две лодки; в эпизоде «чудесного улова» дело происходит утром, в эпизоде «хождения по водам» — ночью, при сильном ветре; у Иоанна описывается рыбная ловля, тогда как у Матфея о ней речи нет. Задуманная Вицем иконография намеренно объединяет детали, иногда даже противоречащие друг другу (как спокойная вода при сильном ветре), которые делают возможным «мерцание» нескольких смыслов, накладывающихся друг на друга. В числе прочего, Христос на картине Вица не стоит на берегу, как то предполагала бы иконография «чудесного улова», но и не идёт по волнам, как в сцене с малодушным испугом Петра, — в сущности, он написан так, что невозможно с уверенностью сказать, на суше он находится или на воде, и эта странная на первый взгляд двойственность также, по всей видимости, служит цели одновременной аллюзии на несколько евангельских эпизодов.
Ряд исследователей видит в картине возможные параллели и с другими евангельскими сюжетами. Так, на одной линии с фигурой находящегося в воде Петра расположены камни — как на переднем, так и на заднем плане (причём тот, что на переднем, наполовину погружён в воду, так же, как и сам апостол). Вполне вероятно, что это намёк на обращённые к Петру слова Христа (Мф. 16:18—19): «Я говорю тебе: ты — Пётр, и на сем камне Я создам Церковь Мою». Молли Тисдейл Смит (Molly Teasdale Smith) обращает внимание на то, что в цитированном выше фрагменте Евангелия от Иоанна Христос трижды говорит Петру: «Паси овец моих» (Ин. 21:4—16); в других же эпизодах (например, Мф. 4:19) Он называет Петра и брата его Андрея «ловцами человеков». Возможно, обе эти ипостаси — ловца и пастыря — имел в виду Виц, помещая на одну вертикальную линию сеть с пойманной рыбой и крошечного пастуха со стадом вдалеке. Сложность символики, неоднозначность её трактовки и нелинейность прочтения сюжета не подлежат сомнению, при этом ясно, что главным центром, вокруг которого аккумулируются все отсылки и символы, является фигура Петра: Виц стремится показать разные грани его образа, не ограничиваясь пространственными и временными рамками той или иной евангельской сцены.

### Прочтение в историческом контексте
Исследователи жизни и творчества Конрада Вица неоднократно высказывали предположение, что на иконографию «Чудесного улова» и, в частности, присутствие реального пейзажа в произведении на библейский сюжет, могли повлиять современные художнику исторические события и политическая обстановка. Известно, что в 1430-х годах Виц жил в Базеле. С 1431 года в этом городе проходил так называемый Базельский собор; принято считать, что он привлёк в город не только церковников, но и многочисленных деятелей искусства, и Конрад Виц также не мог оставаться в стороне от происходящего. Основными вопросами, рассматривавшимися на Базельском соборе, были проблемы, связанные с последствиями схизмы 1378—1417 годов, решение вопроса об учении Яна Гуса и его последователей, а также задача всестороннего реформирования церкви. В частности, сторонники Соборного движения ратовали за ограничение папской власти и одновременное расширение полномочий «вселенских» Соборов, которые они хотели видеть верховным органом католической церкви. Это привело к затяжному конфликту с папой Евгением IV, в результате чего члены собора приняли решение о низложении папы и избрании на его место антипапы Феликса V (это имя принял в 1439 году Амадей VIII, герцог Савойский).
Именно с личностью Феликса V принято связывать создание «Чудесного улова». Так, Флоренс Дойхлер убеждён, что для неожиданного, не обусловленного современными Вицу живописными традициями использования реалистичного ландшафта в качестве фона евангельских событий следует искать предпосылки, лежащие вне сферы искусства. Ему вторят Роз-Мари и Райнер Хаген в своём эссе «Что делает Христос на Женевском озере?»: по их словам, присутствие подобного пейзажа в произведении на религиозную тематику можно было бы назвать чудом, если бы ему не было рационального объяснения. В первой половине XV века Женева граничила с Савойским герцогством, формально не принадлежа ему, но фактически находясь под управлением герцога Савойского. Весной 1444 года, после смерти Франсуа де Меца, Амадей VIII стал также епископом Женевы и тем самым получил де-юре власть над городом. Однако в пейзаже Вица, при всей его натуралистичности, сам город (для собора которого, казалось бы, предназначалась картина) парадоксальным образом отсутствует, что делает его ещё более необычным в сравнении как с немногочисленными реалистическими (изображавшими города с их наиболее значимыми и узнаваемыми строениями), так и с «фантазийными» пейзажами того времени. Очевидно, что все топографические отсылки указывают не на Женеву, оставшуюся «за кадром», а на Савойю, чьи основные приметы, напротив, представлены с максимальной однозначностью и узнаваемостью. При этом савойский пейзаж явно носит черты идиллии, излучая мир и безмятежность: поля обработаны и ухожены, жители, в безопасности и покое, занимаются своими делами, во всём ощущаются благополучие и порядок. Напрашивается вывод, что процветающая Савойя обязана этим своему мудрому правителю — то есть герцогу Савойскому. Кроме того, в контексте избрания Амадея VIII папой Савойя стала новой вотчиной Святого Петра — Patrimonium Petri. Неслучайным в этом контексте является присутствие всадника с гербом Савойи; рефлектографический анализ показал, что на предварительном рисунке присутствовал ещё один герб — вероятно, также савойский — располагавшийся над аркой башни в правой части картины. Поэтому, хотя сам Амадей VIII едва ли был непосредственным заказчиком картины, весьма вероятно, что заказчик — по всей видимости, Франсуа де Мец, которого Феликс V назначил кардиналом сразу же после своего избрания, — был приближённым к нему человеком и стремился, с одной стороны, выразить своё почтение, а с другой — подчеркнуть тот чрезвычайно значимый для земляков и современников Амадея факт, что новый папа не откуда-то из Рима или Авиньона, а отсюда, с берегов Женевского озера.
Помимо пейзажа как такового, искусствоведы видят в «Чудесном улове» ряд отдельных символов, получающих особое значение в свете вышеописанной проблематики. Так, в документах Базельского собора не раз встречается метафора «navicula Petri» («лодка Петра»), обозначающая Церковь; к ней прибегают, в частности, архиепископ Палермо Николас Сикулус (Nicholas Siculus), говорящий о необходимости избежать раскола и совместно достигнуть гавани в лодке Святого Петра, и Энеа Сильвио Пикколомини, сравнивающий истинную Церковь (представляемую Собором) с лодкой Святого Петра, которая никогда не пойдёт ко дну. У Вица, однако же, Святой Пётр показан в переломный момент: он тонет, но ему протянута спасительная рука Христа. По всей видимости, в этом следует видеть, с одной стороны, аллюзию на кризис церкви и папства, с другой — надежду на возрождение, которое началось в Савойе с избранием нового папы. Высказывается и ещё одно предположение. Известно, что в 1434 году Амадей VIII, передав управление герцогством своим сыновьям, удалился в замок Рипай, где вёл монашеский образ жизни. Когда встал вопрос об избрании его папой, он долго — дольше положенного срока — обдумывал своё решение, сомневался и колебался. Не исключено, что Виц проводит параллель между этими сомнениями и моментом, когда апостол Пётр проявил маловерие (см. предыдущий раздел, Мф. 14:22—33). М. Тисдейл Смит обращает также внимание, что герб Савойского дома на противоположном берегу расположен непосредственно над обеими фигурами Святого Петра: возможно, как указание, что папой — то есть тем, кто руководит Церковью, «лодкой Петра» — является отныне представитель Савойи. При этом иконография не предполагает «личного» прославления папы, наподобие земного монарха: напротив, его образ ассоциируется со смирением и преданием себя в руки Господа.
Внимание исследователей обращают на себя также гора и облако над фигурой Христа. Как одно, так и другое традиционно связано с символикой Вознесения; при этом известно, что на Базельском соборе тема Вознесения обсуждалась в непосредственной связи с проблемой авторитета папы. Так, эпизод Вознесения считался тем ключевым моментом, после которого Святому Петру и его последователям была дана власть управлять Христовой церковью на земле. Возможно, соответствующая символика в «Чудесном улове» призвана показать преемственность и непрерывность этой власти с евангельских времён и вплоть до нынешнего папства Феликса V.
Ещё одно свидетельство того, что на картине Вица запечатлён не только конкретный пейзаж, но и определённый исторический момент, М. Тисдейл Смит видит в описанных выше «несоответствиях» иконографии евангельским текстам. Так, несмотря на то, что несомненной текстуальной основой «Чудесного улова» является Евангелие от Иоанна (см. предыдущий раздел, Ин. 21:4—8), Виц отступает от неё в нескольких существенных деталях. В первую очередь, обращает на себя внимание то, что апостолов в лодке не семь, как у Иоанна, а шесть, и что Христос стоит не на берегу, а, скорее, на воде. Тисдейл Смит видит в этом возможную параллель с «Толкованием на Евангелие от Иоанна» Аврелия Августина, читавшимся в ходе Базельского собора. Августин, комментируя вышеупомянутый евангельский эпизод, отмечает, что он находится в конце книги, и видит в нём аллегорию конца времён. Семь апостолов в лодке, по Августину, — аллюзия на «седьмую» — последнюю — эпоху в истории человечества, а берег, на котором находится Христос, — место, где кончается море, и, следовательно, также символ конца истории. Если предположить, что Конраду Вицу был знаком этот текст, то возникает гипотеза, что он намеренно изменил соответствующую символику так, чтобы она указывала не на седьмую, а на шестую эпоху, то есть настоящее, происходящее здесь и сейчас.

## Возможные влияния
Искусствоведы предполагают влияние на Конрада Вица различных представителей итальянской, французской, немецкой и нидерландской живописи. Гипотезы, связанные с итальянским влиянием, выдвигаются особенно часто, причём не исключается, что Виц мог лично побывать в Италии, в частности, во Флоренции. Но даже если сам он там не был, итальянское влияние могло сказаться опосредованно, через Вителлески или Пикколомини.
Сопоставляя панно женевского алтаря с работами итальянцев, Флоренс Дойхлер видит сходство Христа в «Чудесном улове» с одной из фигур, изображённых на фреске Паоло Уччелло «Всемирный потоп» во флорентийской церкви Санта Мария Новелла. Помимо визуального сходства, Дойхлер исходит из того, что у ног флорентийского персонажа изображён некто тонущий, что сближает тематически обе живописные группы. Молли Тисдейл Смит усматривает итальянское влияние в том, что Христос у Вица изображён в профиль, что довольно нетипично, но встречается в работах ранних итальянцев.
Яна Лукас полагает, что на концепцию «Чудесного улова» с большой вероятностью повлияло другое «политически значимое» произведение — фрески «Аллегория доброго правления» и «Плоды доброго правления» Лоренцетти (1338—1339) в сиенском Палаццо Публико. На фреске Лоренцетти также присутствует пейзаж (в гораздо большей степени стилизованный, чем у Вица), который следует воспринимать метафорически — цветущая сельская жизнь представлена здесь как результат «доброго правления». Скорее всего, сиенец Энеа Пикколомини был знаком с этим произведением, поэтому вполне возможно, что идея использования пейзажа в качестве политической аллегории восходит именно к нему. По словам Яны Лукас, «рассматривая во всех подробностях картину Вица, следует отдать должное не только художественному исполнению, но и хитроумному замыслу, который вовсе не обязательно восходит к заказчику из окружения Франсуа де Меца и Феликса V, но вполне возможно — и даже вероятно — принадлежит такому конгениальному мыслителю и знатоку римской церкви, как Энеа Сильвио Пикколомини».
Ещё одним вероятным предшественником «Чудесного улова» может считаться несохранившаяся мозаика «Navicella» Джотто. Эта мозаика, находившаяся в Базилике Святого Петра и утраченная в XVII веке, изображала двенадцать апостолов в лодке, Христа, идущего по водам, и тонущего Петра (см. выше Мф. 14:22—33). Современниками Вица, в том числе членами Базельского собора, лодка-navicella воспринималась как метафора римской церкви и папской власти, поэтому не исключено, что, к примеру, тот же Пикколомини мог подсказать художнику и этот образ для придания картине исторически-политического измерения. Лукас считает «Чудесный улов» буквальной иллюстрацией латинской пословицы Ubi est Papa, ibi est Roma («Где папа, там и Рим»): перенося символику «Навичеллы» в савойские реалии, Виц уподобляет Савойю Риму, а Женевский собор — Базилике Святого Петра. Визуальным намёком на перекличку обоих произведений Лукас считает также и то, что в левой части мозаики Джотто (судя по сохранившимся рисункам) были изображены городские ворота как «аббревиатура» самого города; тем же приёмом воспользовался в «Чудесном улове» и Виц.
Несомненное иконографическое сходство имеется между женевским алтарём Вица и алтарными панно туринского художника Джакомо Жакерио, созданными около 1440 года для церкви Святых Петра и Андрея в Новалезе. Жакерио также объединяет в единой композиции сцены «чудесного улова» и «освобождения Святого Петра», что встречается нечасто и заставляет думать о неслучайности совпадения, однако стилистически его живопись гораздо более архаична, оставаясь всецело выдержанной в традициях готического искусства. Известно, что Жакерио некоторое время работал при савойском дворе, в том числе для Амадея VIII, поэтому его влияние на Вица не исключено.
Некоторые исследователи, вслед за Даниэлем Буркхардтом и Конрадом Мандахом (писавшими о Конраде Вице в начале XX века), видят в «Чудесном улове» также французское и собственно савойское влияния. Так, некоторые из пейзажей, присутствующие на миниатюрах «Туринского часослова» и знаменитого «Великолепного часослова герцога Беррийского», обнаруживают определённое сходство с пейзажем из «Чудесного улова». Среди иных усматриваемых стилистических параллелей — искусство современных Вицу немецких художников, в частности, Штефана Лохнера и Лукаса Мозера, а также представителей нидерландской живописи Яна Ван Эйка, Робера Кампена и Флемальского мастера. В целом «Чудесный улов» часто рассматривается как один из провозвестников «нового искусства» — ars nova, отличавшегося интересом к реальному, видимому миру и его явлениям. Возникнув в Нидерландах, в 1430-х годах оно распространилось и в других странах Европы, придя на смену интернациональной готике.

## Значение и оценки
«Чудесный улов» признаётся не только несомненным шедевром Конрада Вица и самой известной его картиной, но и одним из наиболее необычных и новаторских произведений всей немецкой живописи XV века. Его часто называют первым или одним из первых «топографически точных» или даже просто реалистичных пейзажей в искусстве Северной Европы. А. Н. Бенуа называет «Чудесный улов» одной из первых «панорамических ведут» в истории искусства, Эрнст Гомбрих — первым «„портретом“ уголка природы», Даниэль Арасс — первым в европейской живописи «самоценным пейзажем». Однако ряд искусствоведов уточняют, что понимать это следует с оговорками. Во-первых, речь именно о произведении крупного формата — в миниатюрах того времени встречались изображения реальной архитектуры в реальном природном окружении. Во-вторых, необходимо учитывать, что с начала XV века существовала традиция пейзажей — как фантазийных, так и реалистических, — представляющих собой фронтальные изображения наиболее значимых и узнаваемых видов того или иного города. И если «Чудесный улов» от них принципиально отличается, то в первую очередь отсутствием прямого, непосредственного изображения города как такового. Поэтому новаторство Вица состоит, скорее, в том, что он первым придал конкретному пейзажу символическое значение, объединив реалистичную репрезентацию с конструированием сложных смысловых измерений. Ута Фельдгес-Хеннинг (Uta Feldges-Henning) в числе оригинальных особенностей «Чудесного улова» видит также и то, что это первый крупноформатный пейзаж, в котором предпринята попытка передать атмосферу, воздух и освещение. Кроме того, некоторые исследователи предполагают, что Виц был одним из пионеров пленэра: так, Яна Лукас убеждена, что создание подобного пейзажа невозможно без досконального изучения натуры и предварительных зарисовок на местности.
А. Н. Бенуа, характеризуя этот (по его выражению) «вырезок натуры» и отмечая смелость и современность композиции наряду с простотой и непосредственностью исполнения, задаётся вопросом: «Что это было у Витца — „сознание“ или случай?». Хорст Вольдемар Янсон полагает, что Виц был «исследователем в искусстве» и знал, в частности, об «оптических эффектах воды» больше, чем любой другой живописец его времени. Даниэль Арасс в своей книге «Деталь в живописи» замечает, что Виц, несомненно, был «прекрасно осведомлён в сфере новаций фламандского искусства», однако интерпретировал их «очень индивидуально». В отношении того, что Кеннет Кларк назвал «прерафаэлитской детальностью» изображения, Арасс пишет следующее: «… было бы рискованно предполагать, что Виц ясно сознавал и мог теоретически обосновать, насколько большая роль отводится у него второстепенным деталям: ощущение теоретической базы, внушаемое этими деталями, создаётся благодаря обыгрыванию их на переднем плане у самого края изображения». Н. М. Гершензон-Чегодаева, считавшая, что в живописи Вица «впервые реалистические искания принимают осознанный и до известной степени последовательный характер», отмечает в «Чудесном улове» попытку «дать намёк на пространственную протяжённость от первого плана вглубь», однако рисунок, по её мнению, сохраняет «мелочный, дробный характер».
Интересно, что искусствоведам, сделавшим попытку предположить, какой могла быть реакция современников на новаторское произведение Вица, она видится совершенно различной. Так, Эрнст Гомбрих пишет: «Можно представить себе, какими чувствами были охвачены прихожане женевской церкви, когда впервые увидели алтарь, в котором Христос являлся на берегу их родного озера, посылая милость и утешение таким же рыбакам, как и они сами». При этом Роз-Мари и Райнер Хаген полагают, что для средневекового восприятия «Чудесный улов» должен был, скорее, свидетельствовать о регрессе и упадке: вместо возвышенного представления горнего мира художник, предав своё благородное призвание, пишет то, что и так явлено взгляду каждого.
Непосредственного влияния на дальнейшее развитие немецкого и швейцарского искусства «Чудесный улов» не оказал. Флоренс Дойхлер в статье «Почему Конрад Виц написал „первый“ пейзаж?» констатирует, что последователей у Вица не нашлось и «Чудесный улов» не положил начало новой традиции. Ута Фельдгес-Хеннинг, подробно изучавшая возможное влияние Вица на живопись Базеля XV века, пришла к выводу, что оно ограничивается отдельными заимствованиями в области изображения фигур, лиц, одежды и т. п., тогда как то, что составляло главную оригинальность Вица, заимствовано не было. Александр Бенуа и Кеннет Кларк сходятся в том, что следующий подобный пейзаж появится в живописи лишь через пятьдесят лет — у Альбрехта Дюрера в его «топографических акварелях», сделанных с натуры. Авторы «Немецкой живописи от начала Средневековья до конца Возрождения» (1919) отмечают, однако, что Конрад Виц стал пионером именно в той области, в которой немецкое искусство Возрождения впоследствии не будет знать себе равных.

## Комментарии
1. ↑  В русскоязычных источниках встречается также название «Хождение по водам»[8][9][10].
2. ↑  Современное размещение створок в экспозиции Женевского музея позволяет одновременно видеть как оба внешних, так и, с противоположной стороны стенда, оба внутренних изображения[23].
3. ↑  Конрад Виц латинизирует свою фамилию: немецкое Witz в XV веке означало «мудрость», что отражает и латинский «перевод»[27].
4. ↑  В 1972 году, уже после того как алтарь неоднократно реставрировался, историк искусства Марианна Баррюкан писала по этому поводу, что в фигуре Христа более нет «ни единого мазка самого Вица»[37].
5. ↑  Швейцарский историк искусства Клод Лапер[фр.] даёт детальное описание этой надписи в своей работе «Le retable de la cathédrale de Genève» (1987). Выполненная готическим шрифтом, жёлтыми буквами на красном фоне, она была частично утрачена из-за осыпания краски, однако правильность прочтения сомнению не подлежит[43].
6. ↑  Открыт в 1872 году; в 1901 году часть его коллекций вошла в состав Женевского этнографического музея[англ.][45].
7. ↑  С 1910 года его коллекция является частью собрания Женевского музея искусства и истории[47].
8. ↑  В первую очередь это касалось «Чудесного улова»: так, в 1937 году швейцарский писатель Ги де Пурталес[англ.] дал именно такое название своему роману, повествующему о жизни женевской семьи на рубеже XIX—XX веков[52][54].
9. ↑  Эта характеристика практически дословно повторяется в большинстве посвящённых пейзажу исследований: «topographical landscape»[48], «topographische Genauigkeit»[73], «topographiquement exact»[24].
10. ↑  В 2015 году женевский художник Жан Стерн (Jean Stern) создал граффити под названием «571, une incertitude paysagère», в котором фрагменты «Чудесного улова» чередуются с современными фотографиями той же местности[76].
11. ↑  Большинство исследователей полагает, что на картине изображён глиняный карьер, однако Анн Шмитт, указывая, что выступы имеют слишком чёткий для глины рельеф и совершенно неразмытые края, высказывает предположение, что в этом месте могли добываться блоки породы — молассы[79].
12. ↑  В то время как коллектив авторов статьи «Quelques aspects du réalisme de la Pêche Miraculeuse de Konrad Witz» (1996) однозначно идентифицирует башню как Малую, находившуюся в 30 метрах от сохранившейся до наших дней Большой[77], авторы монографии 2013 года видят в ней вымышленное строение, призванное усилить политическую символику картины[81].
13. ↑  Более ранние исследователи, в частности, Вальдемар Деонна[фр.], ошибочно видели в них сваи древних свайных поселений[85].
14. ↑  Флоренс Дойхлер[фр.] приводит имя Amédée Asinari[82].
15. ↑  Исследователи по-разному описывают местоположение Христа в «Чудесном улове»: он «… вопреки всякой вероятности стоит на прозрачной, убедительно написанной поверхности воды[105]»; «парит близ берега над водой»[106]; «стоит у кромки правого берега»[107].
16. ↑  В то время, когда создавался «Чудесный улов», это имевшее большое политическое значение событие ещё не состоялось, но уже наметились предпосылки к нему[120].
17. ↑  Иногда упоминаются и другие возможные кандидаты, в частности, итальянец 
Бартоломео Вителлески[итал.]. После того как его дядя, кардинал Джованни Вителлески, был обвинён в измене, Бартоломео бежал в Савойю, где нашёл убежище и покровителя в лице антипапы. Таким образом, у него были причины желать, чтобы на алтарной картине вместо абстрактного пейзажа был запечатлён приютивший его край[126][91][127].
18. ↑  Ещё раньше, в 1433 году, образ Церкви как лодки Христа, управляемой папой, появляется в «De Concordantia Catholiciae» Николая Кузанского, написанном в поддержку идей Базельского собора[110].
19. ↑  В философии Августина история делится на семь эпох, начиная с Адама и заканчивая вечностью.
20. ↑  Это яснее различимо на гравюре Дж. Росси 1848 года, чем на самой фреске[136].
21. ↑  Наиболее точной её копией считается рисунок Парри Спинелли, сделанный в первой половине XV века[135].
22. ↑  Известно, что в письме 1433 года Пикколомини упоминает «Navicella» Джотто в контексте сравнения истинной церкви с лодкой Святого Петра[128].